# Frederick Colberg
Frederick Colberg (n. 13 noiembrie 1900, Anaheim, California, SUA – d. 21 martie 1965) a fost un boxer ce a reprezentat Statele Unite ale Americii, medaliat olimpic. A participat la o ediție a Jocurilor Olimpice (1920) în care a câștigat o medalie de bronz.

## Participări
Lista de mai jos prezintă principalele competiții la care a participat Frederick Colberg de-a lungul carierei.
- boxing at the 1920 Summer Olympics – welterweight[*]